# Куличек, Иржи
Иржи Куличек (чеш. Jiří Kulíček; 17 мая 1934, Прага — 21 января 2023) — бывший чехословацкий хоккеист, вратарь. Известен по выступлениям за клуб «Кладно». Бронзовый призёр чемпионатов мира 1957 и 1959, чемпион Чехословакии 1959 года.

## Биография
Иржи Куличек родился 17 мая 1934 года в Праге. В 1959 году стал чемпионом Чехословакии в составе клуба «Кладно».
В составе сборной Чехословакии стал бронзовым призёром чемпионата мира 1957 и 1959 годов. Всего за сборную сыграл 14 матчей.
После окончания игровой карьеры стал тренером. С 1975 по 1977 год был главным тренером клуба «Шкода Пльзень». Также тренировал «Кралупы-над-Влтавоу», «Сланы», «Медвешчак Загреб», был тренером вратарей юниорской сборной Чехословакии (до 18 лет).
Является членом зала славы хоккея Кладно.

## Достижения
Чемпион Чехословакии 1959
 Серебряный призёр чемпионата Европы 1959
 Бронзовый призёр чемпионатов мира 1957 и 1959
 Бронзовый призёр чемпионата Европы 1957